# Eext
Eext (53° 01′ N, 6° 44′ L) é uma cidade dos Países Baixos, na província de Drente. Eext pertence ao município de Aa en Hunze, e está situada a 12 km, a leste de Assen.
Em 2001, a cidade de Eext tinha 819 habitantes. A área urbana da cidade é de 0.44 km², e tem 366 residências. 
A área de Eext, que também inclui as partes periféricas da cidade, bem como a zona rural circundante, tem uma população estimada em 1400 habitantes.